# Tjudnäs träsk
Tjudnäs träsk eller Tjurnäs Träsk är en sjö i Sunds kommun i Åland (Finland). Den ligger i den sydöstra delen av landskapet, 14 km nordost om huvudstaden Mariehamn. Tjudnäs träsk ligger 11 meter över havet. Den ligger på ön Fasta Åland. Arean är 11,3 hektar och strandlinjen är 1,41 kilometer lång. Sjön  ingår i Norra Skärgårdshavets avrinningsområde. 